# Schoonspringen op de Gemenebestspelen 2010
Schoonspringen is een van de sporten die beoefend werden op de Gemenebestspelen 2010. Het schoonspringtoernooi vond plaats van 10 tot en met 13 oktober in het SPM Swimming Pool Complex.

## Onderdelen en programma
Er werden tien onderdelen georganiseerd. In de onderstaande tabel staan de onderdelen en de speeldata.
| Onderdeel                | 10 | 11 | 12 | 13 |
| ------------------------ | -- | -- | -- | -- |
| 1m plank (m)             | ●  |    |    |    |
| 3m plank (m)             |    | ●  |    |    |
| 10m toren (m)            |    |    |    | ●  |
| 3m plank synchroon (m)   |    |    | ●  |    |
| 10m toren synchroon (m)  |    |    | ●  |    |
|                          |    |    |    |    |
| 1 m plank (v)            |    |    | ●  |    |
| 3 m plank (v)            |    |    |    | ●  |
| 10 m toren (v)           |    | ●  |    |    |
| 3 m plank synchroon (v)  | ●  |    |    |    |
| 10 m toren synchroon (v) | ●  |    |    |    |

## Medailles

### Medaillewinnaars
| Discipline               | Goud                           | Goud | Zilver                              | Zilver | Brons                       | Brons |
| ------------------------ | ------------------------------ | ---- | ----------------------------------- | ------ | --------------------------- | ----- |
| 1 m plank (m)            | Alexandre Despatie             | CAN  | Matthew Mitcham                     | AUS    | Scott Robertson             | AUS   |
| 3 m plank (m)            | Alexandre Despatie             | CAN  | Reuben Ross                         | CAN    | Grant Nel                   | AUS   |
| 10 m toren (m)           | Tom Daley                      | ENG  | Matthew Mitcham                     | AUS    | Bryan Lomas                 | MAS   |
| 3 m plank synchroon (m)  | Alexandre Despatie Reuben Ross | CAN  | Matthew Mitcham Ethan Warren        | AUS    | Bryan Lomas Ken Nee Yeoh    | MAS   |
| 10 m toren synchroon (m) | Max Brick Tom Daley            | ENG  | Matthew Mitcham Ethan Warren        | AUS    | Eric Sehn Kevin Greyson     | CAN   |
|                          |                                |      |                                     |        |                             |       |
| 1 m plank (v)            | Jennifer Abel                  | CAN  | Sharleen Stratton                   | AUS    | Emilie Heymans              | CAN   |
| 3 m plank (v)            | Sharleen Stratton              | AUS  | Jennifer Abel                       | CAN    | Jaele Patrick               | AUS   |
| 10 m toren (v)           | Pandelela Rinong Pamg          | MAS  | Melissa Wu                          | AUS    | Alexandra Croak             | AUS   |
| 3 m plank synchroon (v)  | Jennifer Abel Emilie Heymans   | CAN  | Briony Cole Sharleen Stratton       | AUS    | Jaele Patrick Olivia Wright | AUS   |
| 10 m toren synchroon (v) | Melissa Wu Alexandra Croak     | AUS  | Pandelela Rinong Pamg Mun Yee Leong | MAS    | Briony Cole Anabelle Smith  | AUS   |

### Medaillespiegel
| Plaats | Land      | Goud | Zilver | Brons | Totaal |
| 1      | Canada    | 5    | 2      | 2     | 9      |
| 2      | Australië | 2    | 7      | 6     | 15     |
| 3      | Engeland  | 2    | 0      | 0     | 2      |
| 4      | Maleisië  | 1    | 1      | 2     | 4      |
| Totaal | Totaal    | 10   | 10     | 10    | 30     |